# LATAM ペルー
LATAM ペルー（らたん ぺるー、LATAM Perú）はLATAM航空グループのペルーの航空会社。

## 概要
ペルー最大の航空会社で、航空輸送の過半数を占めている。チリのLATAM チリの子会社でリマのホルヘ・チャベス国際空港をハブ空港としている。
航空券の座席予約システム（CRS）は、アマデウスITグループが運営するアマデウスを利用している。

## 歴史

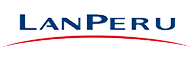
旧ロゴ

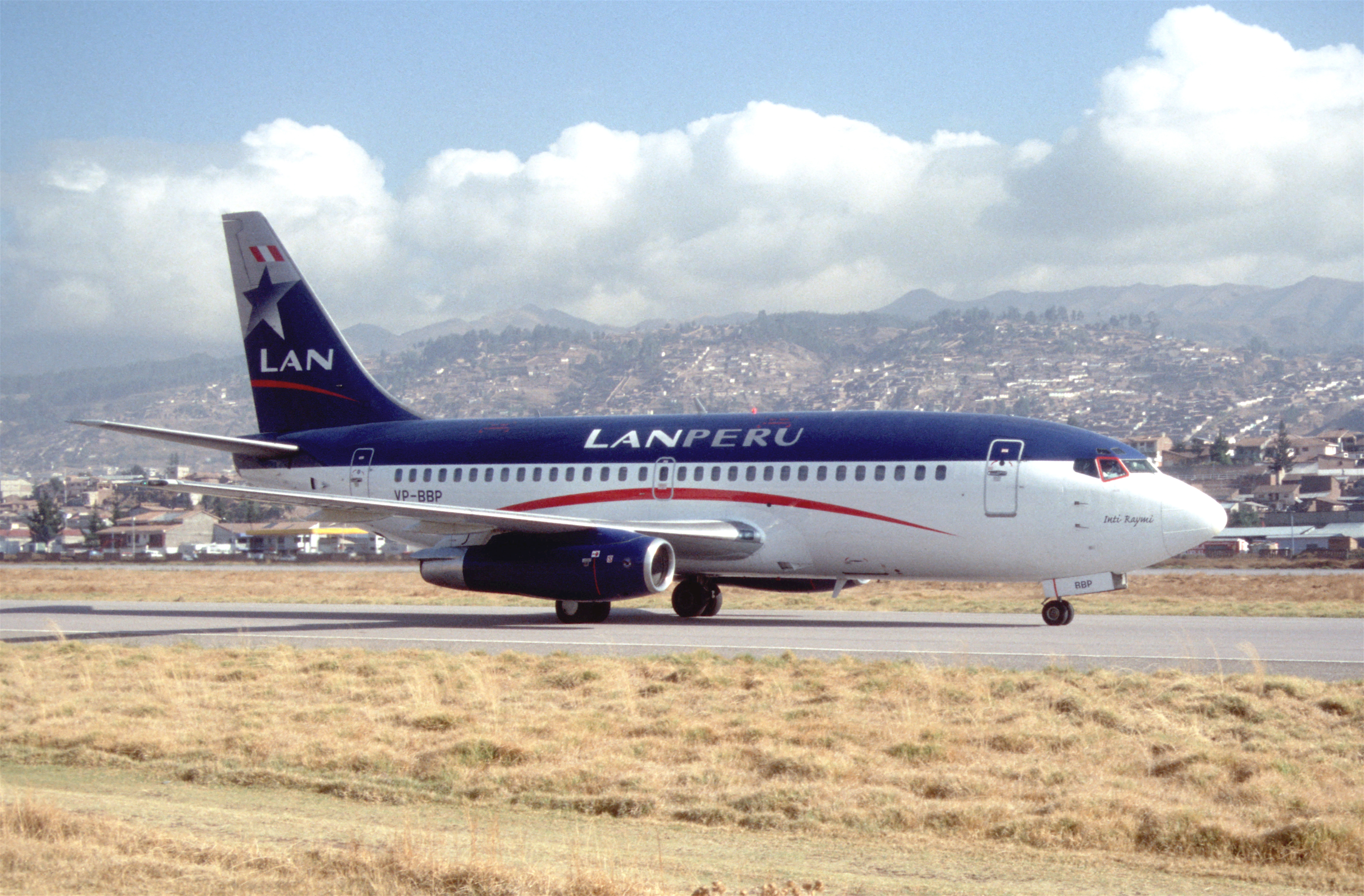
ボーイング737-200

1998年7月にチリのラン航空により「デル・スール航空」としてリマで設立された。1999年7月からホルヘ・チャベス国際空港と、クスコのアレハンドロ・ベラスコ・アステテ国際空港、アレキパのロドリゲス・バロン国際空港を結ぶ運航を開始した。これにより途絶えていた自国キャリアでの国内線が再開した。同年11月にはマイアミへの国際線の運航を開始した。2002年9月にラン航空の子会社となり、ラン航空が株式の49%を保有した。2012年のLATAM航空グループの発足に伴い現社名に変更した。
現在従業員は約1500人でペルー国内の都市のほか南北アメリカやスペインに国際路線を持っている。

## 就航都市

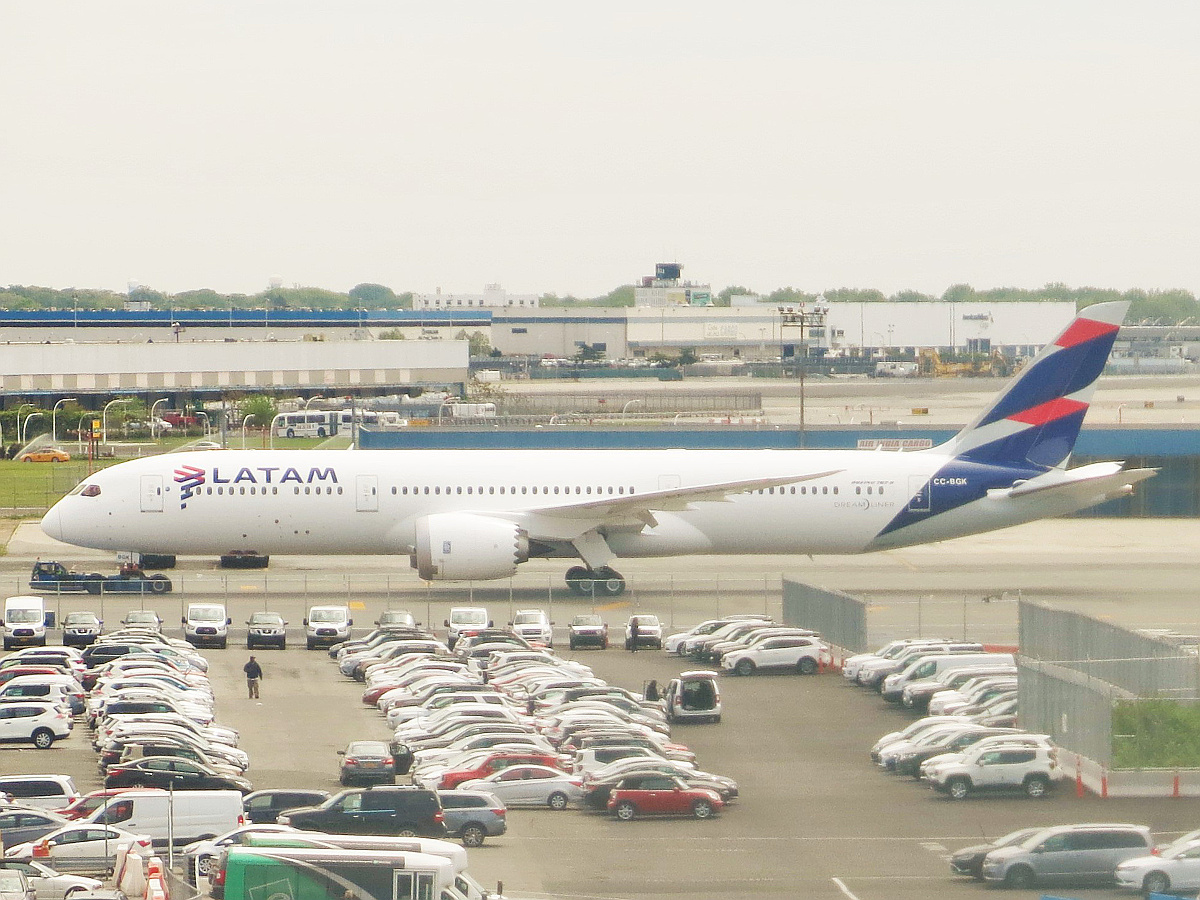
ボーイング787-9

南アメリカ
- ペルー
  - リマ
  - アレキパ
  - クスコ
  - チクラーヨ
  - イキトス
  - ピウラ
  - タクナ
  - プカルバ
  - トルヒーリョ
  - プエルト・マルドナド
  - フリアカ
  - タラポト
  - トゥンベス
- チリ
  - サンティアゴ・デ・チレ
- アルゼンチン
  - ブエノスアイレス
- ブラジル
  - サンパウロ
- ボリビア
  - ラパス
  - サンタ・クルス・デ・ラ・シエラ
- エクアドル
  - キト
  - グアヤキル
- コロンビア
  - ボゴタ
  - メデジン
- ベネズエラ
  - カラカス

北アメリカ
- アメリカ合衆国
  - ニューヨーク
  - ロサンゼルス
  - マイアミ
- メキシコ
  - メキシコシティ

ヨーロッパ
- スペイン
  - マドリード

## 保有機材
現在LATAM ペルーで使用されているエアバスA319はチリで登録されているLATAM チリのものである。以前に使用されていたボーイング767はチリ、エアバスA320とボーイング737はバミューダで登録されているものであった。